# Estética de internet
Una estética de internet (del inglés Internet aesthetic, también conocida simplemente como aesthetic) es un estilo de arte visual, a veces acompañado de un estilo de moda, una subcultura o un género musical, que generalmente se origina en el internet o se populariza a través de este. A lo largo de las décadas de 2010 y 2020, la estética en línea ganó cada vez más popularidad, específicamente en plataformas de redes sociales como Tumblr, Pinterest, Instagram y TikTok. El término aesthetic se ha descrito como «totalmente divorciado de sus orígenes académicos» y se usa comúnmente como adjetivo.

## Ejemplos notables

### Soft grungeo chica Tumblr de 2014
Originalmente denominada como soft grunge a principios de la década de 2010, la estética de la chica Tumblr de 2014 ganó popularidad a principios de la década de 2020, específicamente entre los usuarios de TikTok en un sentido nostálgico. La estética incluye música de artistas como Lana Del Rey, Marina and The Diamonds, The 1975, Arctic Monkeys y moda inspirada en el grunge.

### Vaporwave

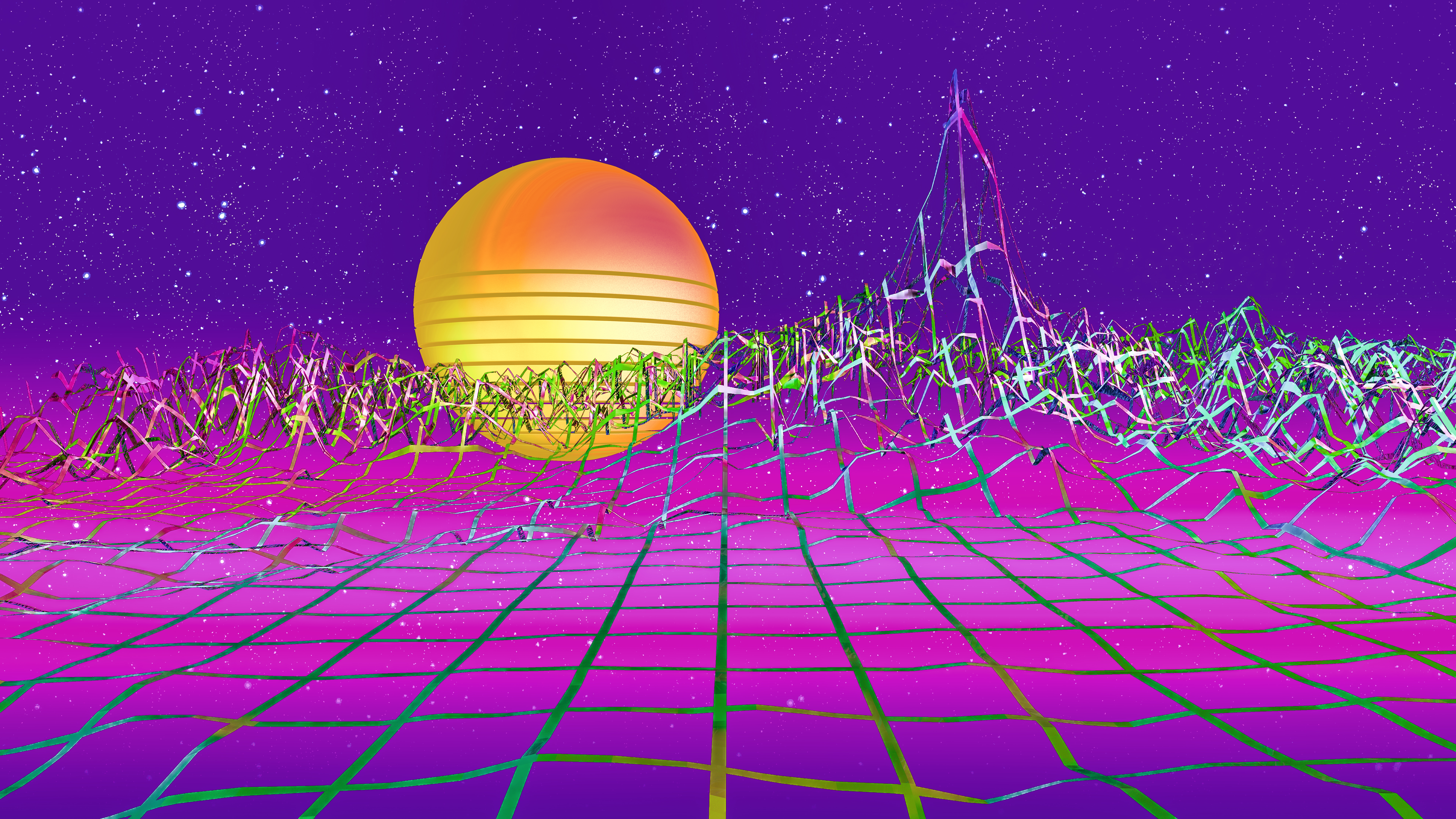
Arte digital que ilustra los elementos más característicos del Vaporwave.

El vaporwave es una estética que incluye música electrónica, un estilo de arte visual y memes que surgieron a principios de la década de 2010. Musicalmente, se caracteriza por la remasterización de muchos otros géneros musicales —como el indie, seapunk, witch house, ambient y chillwave— con estilos de otras décadas, principalmente de finales de los años 70 y 80. La subcultura circundante a veces se asocia con una visión ambigua o satírica del capitalismo de consumo y la cultura popular, y tiende a caracterizarse por un compromiso nostálgico o surrealista con el entretenimiento popular, la tecnología y la publicidad de décadas anteriores. Visualmente, incorpora imágenes tempranas de Internet, diseño web de finales de la década de 1990, arte glitch, anime, objetos renderizados en 3D y tropos ciberpunk en su portada y videos musicales.

### Seapunk
El seapunk es una subcultura que se originó en Tumblr en 2011. Está asociada con un estilo de moda de temática acuática, net art en 3D, iconografía y alusiones a la cultura popular de la década de 1990. El seapunk ganó una popularidad limitada a medida que se difundió a través de Internet.

### Cottagecore
El cottagecore es una estética popularizada por adolescentes y adultos jóvenes que idealizan la vida rural, centrándose en la vestimenta rural tradicional, el diseño de interiores y las artesanías como el dibujo, la repostería y la cerámica. El término para la estética se acuñó en 2018 en Tumblr. La estética ganó gran popularidad durante la pandemia de COVID-19 en 2020, donde las fuerzas económicas y otros desafíos que enfrentan estos jóvenes pueden haber sido un impulsor significativo de esta tendencia, junto con el énfasis de estas generaciones en la sostenibilidad y la tendencia reciente para trabajar desde casa (inicialmente durante la pandemia).

### Dark academia

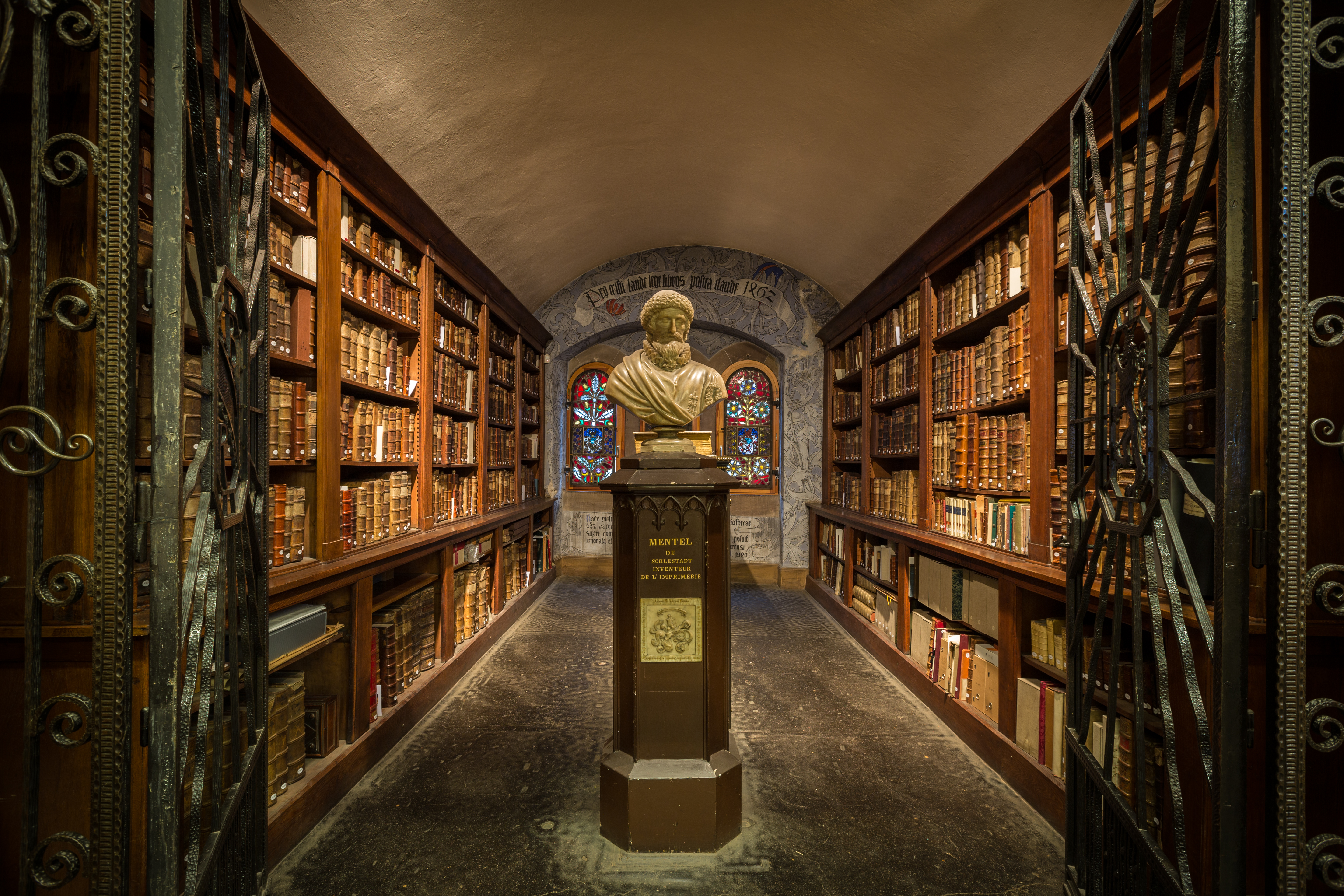
Arquitectura relevante en la dark academia

El dark academia es una estética que se centra en la educación superior, específicamente durante el siglo XIX y principios del siglo XX, y la arquitectura gótica colegial, junto con una paleta de colores oscuros. Además, «enfatiza la inclusión y la fluidez de género» y «tiene seguidores LGBTQ + dedicados». Según The Insider, la estética se remonta a 2014 en Tumblr, y luego se popularizó en 2020 durante la pandemia de COVID-19, específicamente en TikTok e Instagram. Kristen Bateman de The New York Times afirma: «Aunque no está claro cómo y dónde, exactamente, comenzó el dark academia, muchos usuarios lo descubrieron en Tumblr».

### Neovictorianismo

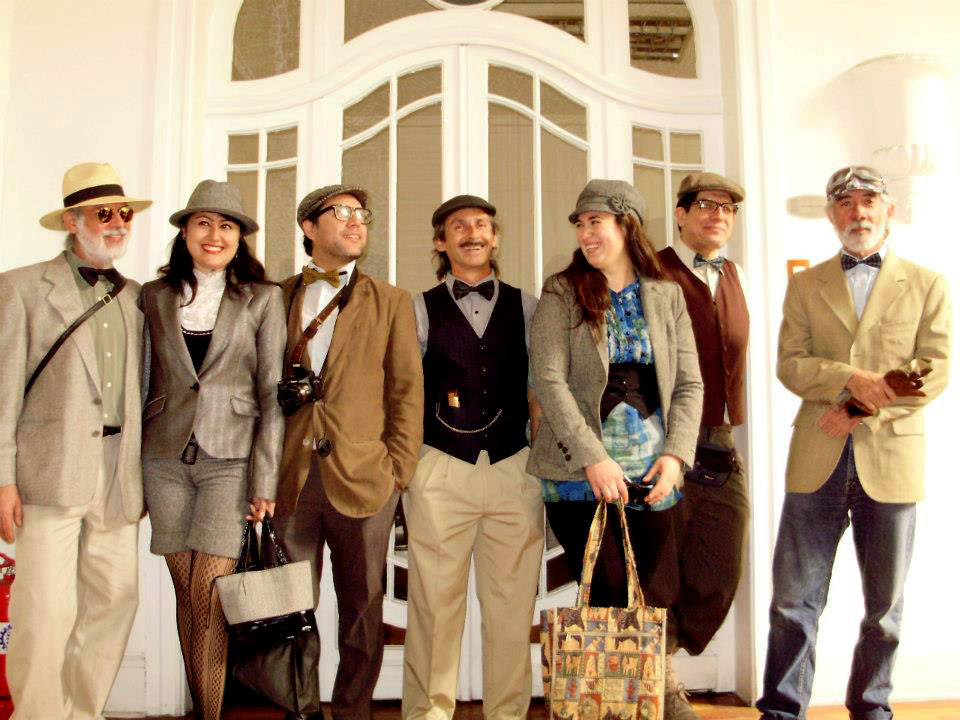
Una colección de personas vestidas con ropa neovictoriana

El neovictorianismo es un movimiento estético que presenta una nostalgia manifiesta por el período victoriano, generalmente en el contexto de la subcultura hipster más amplia de las décadas de 1990 y 2010. También se compara con otros «neos» (p. ej., el neoconservadurismo, el neoliberalismo), que no solo miran hacia el pasado, sino que también lo reiteran y reproducen de formas más diversas y complicadas. Esta característica hace que el arte neovictoriano sea difícil de definir de manera concluyente.

### Espacio liminal

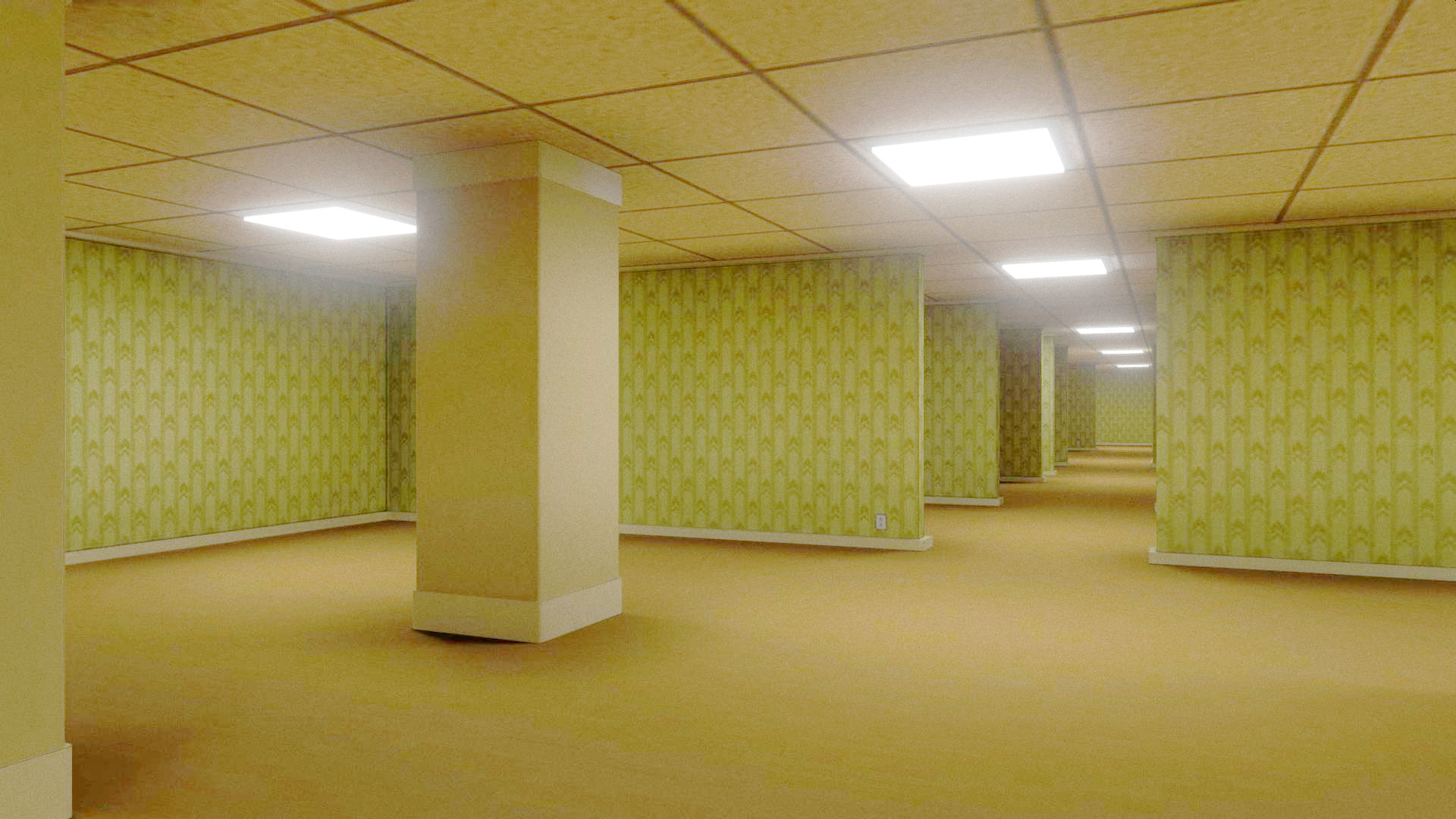
Una representación típica de The Backrooms, renderizada digitalmente

Los espacios liminales son objeto de una estética de Internet que retrata lugares vacíos o abandonados que parecen inquietantes, desolados y, a menudo, surrealistas. Los espacios liminales son lugares comunes de transición (sobre el concepto de liminalidad) o de atractivo nostálgico. La investigación del Journal of Environmental Psychology ha indicado que los espacios liminales pueden parecer espeluznantes o extraños porque caen en un valle inquietante de arquitectura y lugares físicos. La estética ganó popularidad en 2019 después de que una publicación en 4chan que mostraba un espacio liminal llamado The Backrooms se volviera viral. Desde entonces, las imágenes de espacios liminales se han publicado en Internet, incluso en Reddit, Twitter y TikTok.

### E-girl y E-boy
La estética E-girl y E-boy ganó popularidad en TikTok en 2019. Es una evolución de la moda emo y scene combinada con la moda callejera japonesa (como la moda anime, cosplay, kawaii y lolita) y la moda K-pop. Según Business Insider, los términos no son específicos de género, sino que se refieren a dos estilos de moda separados, afirmando que «mientras que el E-boy es un 'softboi' vulnerable y adopta la cultura skate, la E-girl es linda y aparentemente inocente».

### NeonView

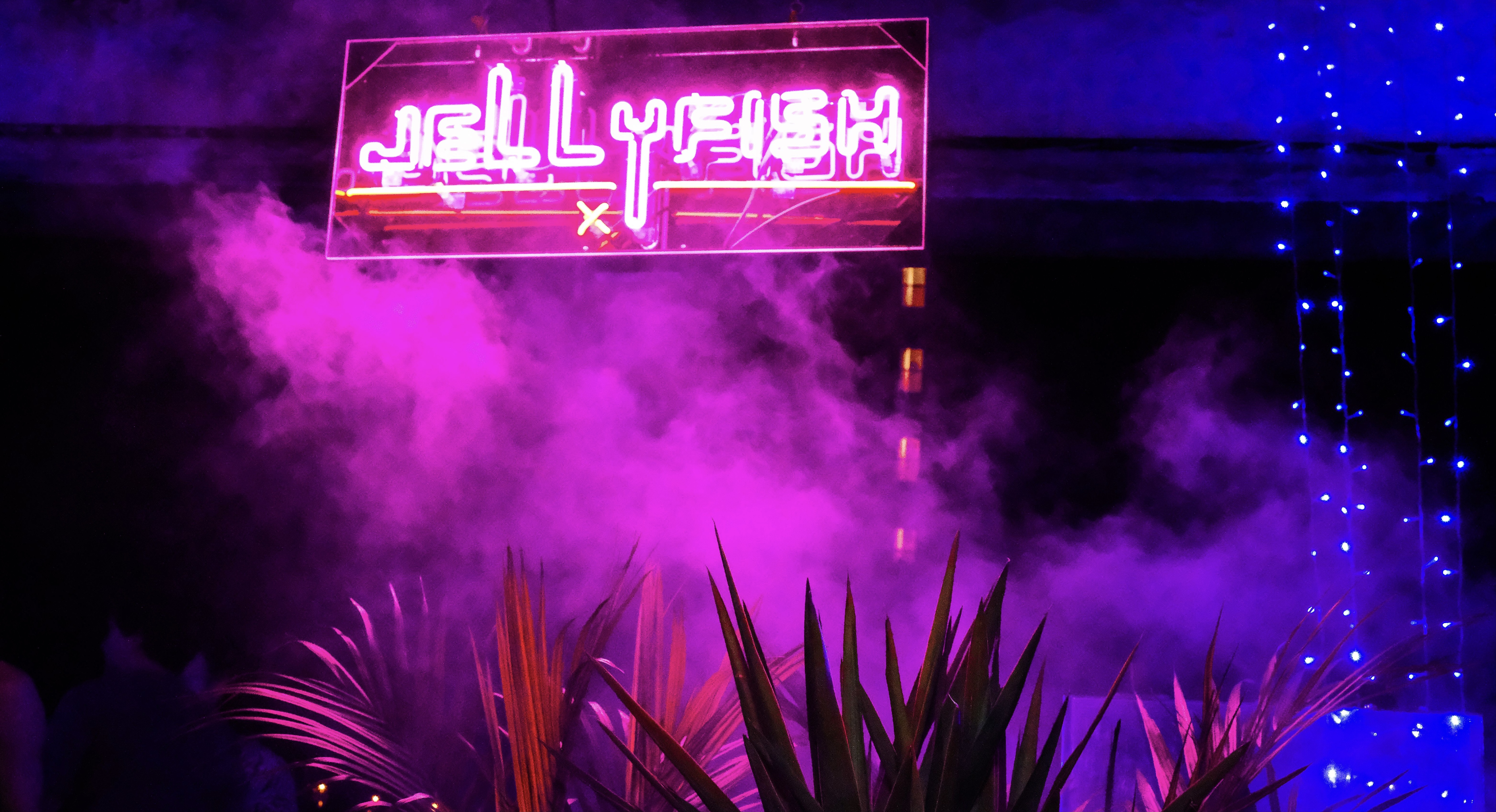
Una fiesta de baile que muestra NeonView

La NeonView es el uso simultáneo de iluminación rosa, púrpura y azul para representa escenario nostálgicos con dotes asiáticos. Algunos comentaristas han señalado el esquema de color rosa y azul como una mera referencia a la estética de la década de 1980. Recuerda a las luces de neón y también se asocia con el retrowave. La tendencia de la iluminación Neonretro se convirtió en un meme popular que atrajo la atención de la comunidad de internet en 2017, particularmente en las redes sociales.

### Frutiger Aero
Retrospectivamente, se ha identificado como un estilo de diseño, una estética de Internet y una tendencia de diseño de interfaz gráfica (IGU/GUI) llamado Frutiger Aero, que fue popular aproximadamente desde 2004 hasta 2013.
Frutiger Aero se caracteriza por temas modernos y orgánicos asociados con la naturaleza, el vidrio, el agua y el aire. Las características comunes de Frutiger Aero incluyen texturas brillantes y relucientes, renders CGI de escenas que combinan naturaleza y tecnología, césped, transparencia, destellos, burbujas, simbolismo de la naturaleza, una paleta de colores terciarios, fotografía bokeh y elementos de diseño esqueuomórfico.
El término Frutiger Aero fue acuñado por Sofi Lee en 2017, como una combinación de Windows Aero y la tipografía Frutiger, que era popular en los materiales corporativos de la época.

### Simplecore
Simplecore es una estética de internet caracterizada por centrarse en la simpleza de la vida diaria y la rutina, ayudando así ha apreciar más las pequeñas cosas de la vida.
Esta estética nace como respuesta al bombardeo de información que existe hoy en día gracias a internet y las redes sociales.